# Écriture des clercs
Pour les articles homonymes, voir Lishu (homonymie).

Caractères chinois en « écriture régulière » (gauche) et en « écriture des clercs » (droite).

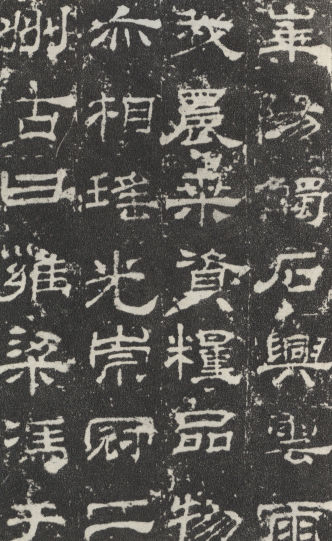
Écriture des clercs de la dynastie Han.

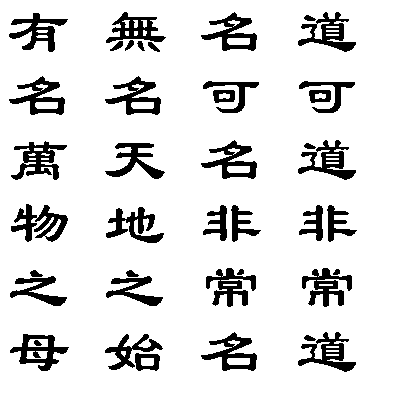

L'écriture des clercs ou écriture de chancellerie (chinois simplifié : 隶书 ; chinois traditionnel : 隸書 ; pinyin : lìshū ; japonais : 隸書体 (Reishotai) ; vietnamien: Lệ thư) est un style ancien de calligraphie chinoise, créé par Cheng Miao, qui, grâce à sa lisibilité préservée, est toujours utilisé en Chine à des fins artistiques en diverses circonstances, par exemple des titres, publicités ou enseignes. 
Extrêmement anguleuse, cette écriture fut développée à partir de l'écriture petit sceau, et précède l'écriture régulière qui est utilisée de nos jours pour écrire les langues chinoises. Elle est un prototype de plusieurs types d'écritures chinoises utilisés depuis l'an 2000 av. J.-C. jusqu'à nos jours. L'écriture fut adoptée pour faciliter l'enrôlement des multitudes de prisonniers à cette époque[Quoi ?]. Un caractère écrit en écriture des clercs est généralement plus large que haut.